# Allium plummerae
Allium plummerae är en amaryllisväxtart som beskrevs av Sereno Watson. Allium plummerae ingår i släktet lökar, och familjen amaryllisväxter. Inga underarter finns listade i Catalogue of Life.